# Métro de Taiyuan
Le métro de Taiyuan est un réseau de métro desservant la ville-préfecture de Taiyuan, capitale de la province du Shanxi, en Chine. La ligne 2 (qui paradoxalement est la première ligne ouverte) a été en construction à partir du 2 novembre 2013 et a ouvert le 26 décembre 2020. La ligne 1 a ensuite été mise en service le 22 février 2025. Cinq autres lignes sont projetées, devant à terme constituer un réseau qui d'ici 2030 devrait comprendre sept lignes et 150 stations, pour une longueur totale de 233,6 km (145,2 mi).

## Historique
L'histoire du métro de Taiyuan débute officiellement en septembre 2009, avec l'établissement du Bureau de préparation du métro de Taiyuan (Taiyuan Metro Preparation Office, en anglais). Le bureau prépare le plan du futur réseau qui est approuvé par le gouvernement de la ville puis transmis au gouvernement central pour approbation. La commission nationale du développement et des réformes (National Development and Reform Commission" en Anglais) approuve la proposition de la première phase (2012-18) le 5 septembre 2012, et la construction de la ligne 2 est engagée le 2 novembre 2013.

## Ligne 1
La ligne 1 est la seconde à être inaugurée, le 22 février 2025. Elle relie la station Helongwan à l'Aéroport international de Taiyuan Wusu. Elle traverse des zones à fort trafic telles que la gare routière de l'ouest de Taiyuan, l'université de technologie de Taiyuan, la grande porte sud, la place Wuyi, et la gare de Taiyuan. La ligne 1 est longue de 28,7 km et comporte 24 stations.

## Ligne 2
La ligne 2, qui traverse la zone urbaine principale de Taiyuan du nord au sud, est la première ligne à être construite. La construction a commencé le 2 novembre 2013. La première phase comprend 21 stations (dont 5 deviendront dans le futur des stations de correspondance) et 23,74 km de voies entre South Renmin Road, au sud, et Xijian River, au nord. La ligne a ouvert le 26 décembre 2020.

## Futures extensions
La construction du réseau complet devrait se réaliser en trois phases, et durer 17 ans. 
La première phase, qui comprend la ligne 1 et la ligne 2, pour une longueur totale de 49,2 km (30.6 mi) de voies, sera construite entre 2013 et 2018, pour un coût de 30,9 milliards de yuans (soit 628 millions de yuans par kilomètre). 
Au cours de la deuxième phase, entre 2018 et 2020, la ligne 3, la ligne 4, et la deuxième phase de la ligne 2 seront réalisées, et étendront le réseau à 116,2 km (72,2 mi). 
Le reste du réseau est prévu entre 2020 et 2030, portant la longueur du métro à 233,6 km (145,2 mi) de ligne.